# 子房街道
子房街道，是中华人民共和国江苏省徐州市云龙区下辖的一个乡镇级行政单位。

## 行政区划
子房街道下辖以下地区：
利群社区、子房社区、津陇社区、铁刹社区、圆梦社区、金狮社区、建新社区、响山社区、津浦社区、铁桥社区、铁花社区、铁工社区、下洪社区和梁庄社区。